# 田中弘道

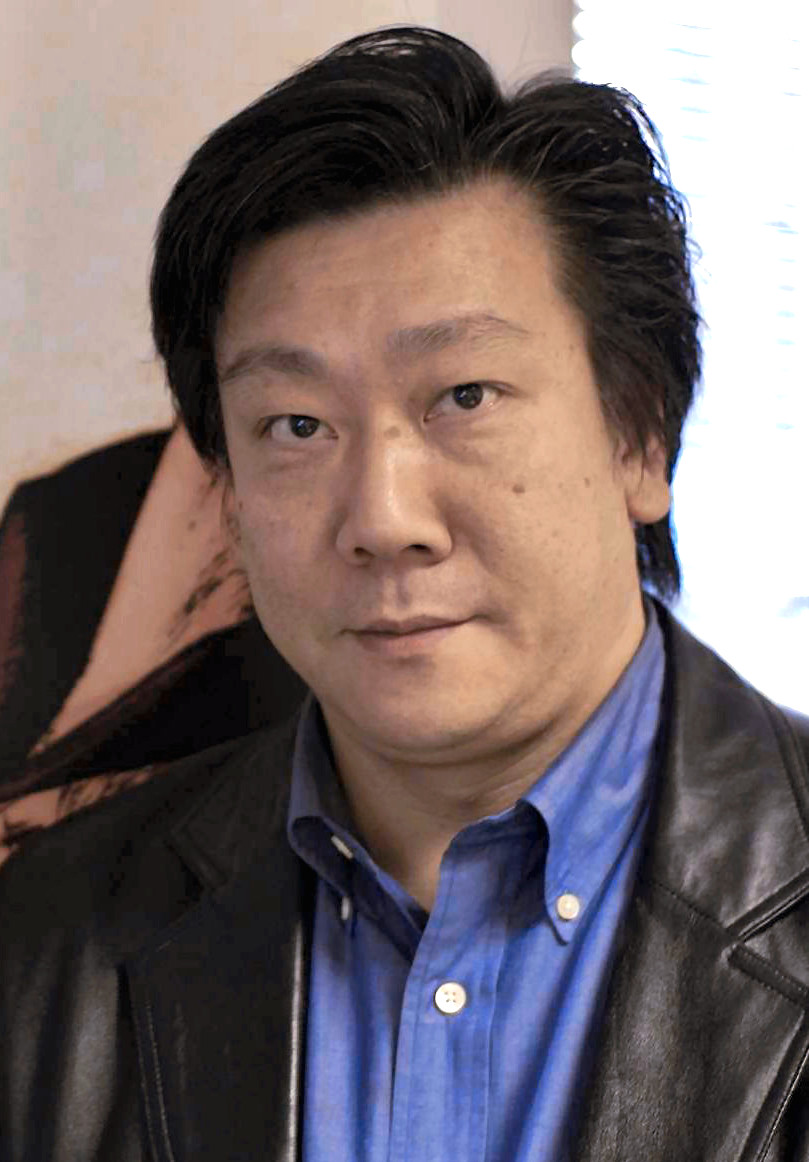
田中弘道在倫敦，2007年1月

田中弘道（1962年1月7日－），是一名日本電子遊戲開發人、遊戲生產者、遊戲生產指揮者和遊戲設計師。他曾是史克威爾艾尼克斯（原史克威爾）的軟件開發部高級副主席，并担任史克威爾艾尼克斯第三开发事业部的部长。他最有名就是身為前任《最終幻想XI》的製作指揮，这是史克威爾首款大型多人網絡角色扮演遊戲。他領導了任天堂DS版本《最终幻想III》的開發工序，因為他是1990年原版《最終幻想III》的主要開發人員之一。他在卸任前最后一个项目是監督《最終幻想XIV》的開發工序，直至2010年下半葉。
田中弘道於1983年从橫濱國立大學輟學，並跟隨坂口博信加入史克威爾——当时電子公司电友社新成立的軟件分部。田中弘道和坂口博信、青木和彦一起，都是史克威爾的規劃和開發部門最初的成员。
2012年7月，在纪念《最终幻想XI》发售10周年的庆祝活动上，田中弘道宣布因病将从史克威爾艾尼克斯退休。
目前在日本游戏公司GungHo担任游戏开发顾问。

## 曾參與製作的遊戲
- 死亡陷阱（程序員）
- 創世紀（開發、場景製作、遊戲設計）
- 阿爾法
- 水晶之龍
- 横滨港连续杀人事件
- 最終幻想（遊戲設計）
- 最終幻想II（遊戲設計）
- 最終幻想III（遊戲設計）
- 沙加2 秘宝传说（遊戲資料）
- 聖劍傳說2（開發、概念、系統設計、情景消息數據）
- 聖劍傳說3（指揮）
- 异度装甲（開發、戰鬥設計）
- 超時空之鑰 次元之旅（開發、戰鬥設計）
- 秘寶傳說（開發）
- 最終幻想XI（開發）
- 最終幻想III（DS版本）（執行製片人、指揮）
- 沙加2秘宝传说 命运女神（DS版本）（聯合執行製作人、總體監督）
- 最終幻想XIV（直至2010年12月）（開發）